# ولادیلن بالیان
ولادیلن آلکساندری بالیان (ارمنی: Վլադիլեն Ալեքսանդրի Բալյան؛ انگلیسی: vladilen Balyan؛ زاده ۲۵ آوریل ۱۹۲۴ - درگذشته ۲۶ اوت ۲۰۲۱) یک آهنگساز، مولف اهل ارمنستان بود.

## زندگی‌نامه
وی در ۲۵ آوریل ۱۹۲۴ در ایروان به دنیا آمد و از کنسرواتوار دولتی کومیتاس ایروان فارغ‌التحصیل گشت. بالیان عضو اتحادیه آهنگ‌سازان و موسیقی‌دانان ارمنستان بود. وی برنده جوایزی همچون چهره هنری شایسته جمهوری ارمنستان، مدال موسس خورناتسی (۲۰۰۲)، شهروند افتخاری گیومری (۲۰۱۳) و شهروند افتخاری ایروان (۲۰۲۰) شد. وی در ۲۶ اوت ۲۰۲۱ در سن ۹۷ سالگی در ? درگذشت.

## جستارهای ویژه
- فهرست آهنگسازان ارمنی